# Felsőnyárló
Felsőnyárló, 1910-ig Felsőkékesnyárló (románul: Stâna) falu Romániában, Szilágy megyében.

## Fekvése
Zilahtól 11 km-re délkeletre, a Meszes-hegység déli lábánál fekszik.

## Nevének eredete
A falu román és magyar neve is arra utal, hogy területét korábban legelőnek használták: stână 'esztena' és nyárló 'nyaralóhely' (ti. a juhoké).

## Története
Ugyan Felsew Nyarlo alakban már 1438-ban említették, de a 17. század végéig csupán a környező falvak által használt legelőterület volt. Akkor települt, román lakossággal. A falut először 1722-ben említették (Felső-Kékes-Nyárlo).
Doboka vármegyéhez, 1876-tól Szilágy vármegyéhez tartozott. 1837-ben erdeje, legelője, gyümölcsöse és fehérbort termő szőlőhegye volt.
1778-ból származó fatemplomát 1997-ben a Szilágysomlyóhoz tartozó bükki apácakolostorba szállították.

## Népessége
- 1850-ben 498 lakosából 488 fő volt román nemzetiségű és 494 ortodox vallású.
- 2002-ben 380 lakosából 378 volt román és 2 magyar nemzetiségű; 321 ortodox és 50 pünkösdi vallású.

## Képek

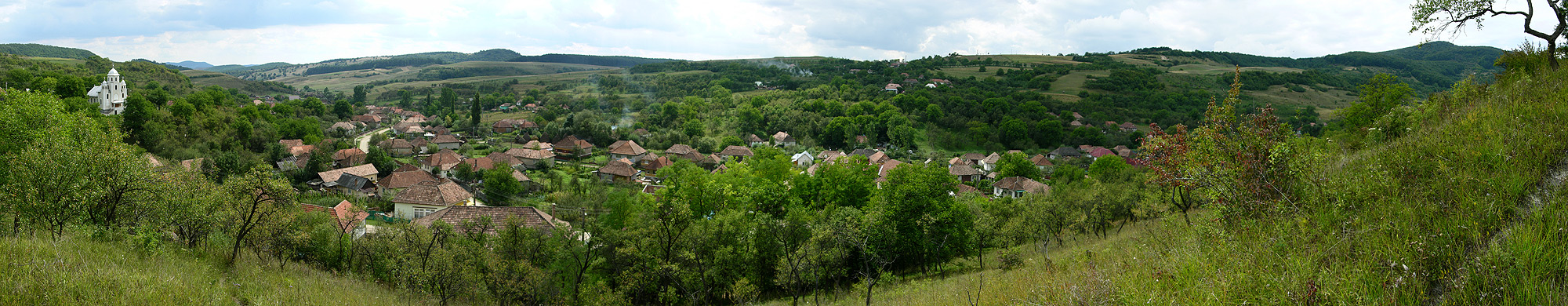
Panorámakép a faluról